# Hemmel (Einheit)
Hemmel war ein Flächenmaß in Syrien und in der Größe sehr unbestimmt.
Die Fläche wurde durch eine gewisse Anzahl von mögliche anzupflanzenden Maulbeerbäume bestimmt. Bei Verkäufen legten die Makler die Größe fest. Die Fläche kommt mit 18 Schritte in Länge und Breite der Realität nahe.
Ursprünglich verstand man unter Hemmel die Menge Maulbeerblätter, die ein Esel zu tragen vermochte. Erst später wandelte sich der Begriff zum Maß. Hemmel wurde auch als Zeichen des Besitzes gesehen.